# Karolingische Successieoorlog
De Karolingische Successieoorlog woedde in brede zin van 830 tot 843, in enge zin, van de dood van keizer Lodewijk de Vrome in 840 tot het Verdrag van Verdun in 843, de opsplitsing van het Frankische Rijk.

## Voorgeschiedenis

### Ordinatio Imperii
Op 9 april 817 ontsnapte Lodewijk ternauwernood aan de dood toen een galerij instortte, waarbij velen het leven lieten. Daarna stelde hij een testament op, de Ordinatio Imperii. De opzet van de tekst was, de eenheid van het rijk behouden, die ondeelbaar is volgens de Romeinse en kerkelijke traditie, en verdere verdeeldheid in de toekomst  moet worden voorkomen. Juridisch betekende dat hij afstapte van de Salische Wet en de eerste stappen zette naar het eerstgeboorterecht. Zijn oudste zoon Lotharius I zou het oppergezag krijgen over zijn twee broers, Pepijn I van Aquitanië en Lodewijk de Duitser.
Lodewijk de Vrome had nog een leven te gaan, deze ordening zou achteraf prematuur blijken te zijn. Het jaar erop stierf zijn vrouw Ermengarde van Haspengouw, hij hertrouwde in 819 met Judith van Beieren en in 823 werd Karel de Kale geboren.

### Opstand van 830
Onder druk van zijn nieuwe vrouw Judith herzag Lodewijk in 829 zijn testament, hij zette Lotharius af als co-regent en keerde terug naar de Salische wet. De hoogwaardigheidsbekleders kwamen in opstand, Judith en haar entourage werden naar kloosters in Aquitaine gestuurd en de jonge Karel moest worden voorbereid op een geestelijk leven als monnik en het politieke leven opgeven. Lotharius kreeg zijn status terug. Lodewijk de Vrome kocht zijn twee andere zoons om en in 831 kwam er eind aan de opstand en was de situatie terug zoals in 829. De vooropgestelde territoriale opdeling zorgde opnieuw voor wrevel.

### Staatsgreep
Lotharius kan zijn twee broers en de kerk ervan overtuigen, dat de oorzaak van alle ellende Karel de Kale was. In oktober 833 werd Lodewijk de Vrome afgezet wegens wanbestuur. Eenmaal aan het roer laat Lotharius duidelijk blijken, dat hij de meerdere is en voor het einde van het jaar 833 viel de alliantie van de broers uiteen. Op 1 maart 834 zat Lodewijk de Vrome terug op zijn troon.

### Dood van Pepijn en Lodewijk de Vrome
Toen Pepijn I van Aquitanië plots in 838 stierf, werden de spanningen tussen de broers terug op scherp gesteld en werd Karel de Kale de grote overwinnaar, hij werd koning van Neustrië. Tot aan zijn dood in 840 bleef Lodewijk de Vrome sleutelen aan de verdeling van het Rijk.

## Karolingische Successieoorlog
Na de dood van Lodewijk schaarde iedereen zich achter Lotharius, om de eenheid van het Rijk te bewaren. En opnieuw zal zijn autoritaire houding hem parten spelen. Lodewijk de Duitser en Karel de Kale spanden samen, de twee partijen streden tegen elkaar in de Slag bij Fontenoy (841). Lotharius moest het onderspit delven. Op 14 februari 842 gaan de partijen samen zitten en sluiten de Eed van Straatsburg. Lotharius bleef tegenspartelen tot hij de titel van keizer verkreeg. De verdeling van het Rijk werd vastgelegd in het Verdrag van Verdun.